# وزارة الصحة (تركيا)
وزارة الصحة في تركيا (بالتركية:  Sağlık Bakanlığı)‏ هي وزارة حكومية تابعة لتركيا، ومسؤولة عن الشؤون الصحية في تركيا.
الوزير الحالي هو فخر الدين قوجة، الذي يعمل منذ 10 يوليو 2018، بعد أن عُيِّنَ بقرار من الرئيس التركي رجب طيب أردوغان.